# Stellaria pterosperma
Stellaria pterosperma är en nejlikväxtart som beskrevs av Jisaburo Ohwi. Stellaria pterosperma ingår i släktet stjärnblommor, och familjen nejlikväxter. Inga underarter finns listade i Catalogue of Life.